# Pontivy
Pontivy (en bretó Pondi i en gal·ló Pondivi) és un municipi francès situat al departament d'Ar Mor-Bihan i a la regió de Bretanya. L'any 2006 tenia 13.518 habitants. El 4 d'agost de 2004 el consell municipal va aprovar la carta Ya d'ar brezhoneg. A l'inici del curs 2007 l'11,8% dels alumnes del municipi eren matriculats a la primària bilingüe.

## Demografia
| Evolució de la població |       |       |       |       |       |       |       |       |
| 1793                    | 1800  | 1806  | 1821  | 1831  | 1836  | 1841  | 1846  | 1851  |
| 3 801                   | 3 793 | 4 929 | 4 980 | 5 956 | 6 378 | 7 018 | 7 929 | 7 792 |

| 1856  | 1861  | 1866  | 1872  | 1876  | 1881  | 1886  | 1891  | 1896  |
| ----- | ----- | ----- | ----- | ----- | ----- | ----- | ----- | ----- |
| 8 049 | 7 602 | 8 146 | 7 886 | 8 252 | 8 164 | 9 466 | 9 175 | 9 292 |

| 1901  | 1906  | 1911  | 1921  | 1926  | 1931  | 1936  | 1946   | 1954   |
| ----- | ----- | ----- | ----- | ----- | ----- | ----- | ------ | ------ |
| 9 359 | 9 506 | 9 424 | 9 442 | 9 440 | 8 817 | 9 300 | 10 878 | 10 516 |

| 1962   | 1968   | 1975   | 1982   | 1990   | 1999   | 2006 | 2011 | 2016 |
| ------ | ------ | ------ | ------ | ------ | ------ | ---- | ---- | ---- |
| 10 410 | 11 412 | 12 578 | 12 675 | 13 140 | 13 508 | -    | -    | -    |

| 2019 | - | - | - | - | - | - | - | - |
| ---- | - | - | - | - | - | - | - | - |
| -    | - | - | - | - | - | - | - | - |

## Administració
| Període | Identitat           | Partit |
| ------- | ------------------- | ------ |
| 1995-   | Jean-Pierre Le Roch | PS     |

## Personatges il·lustres
- Ferdinand Le Drogo, ciclista
- Paul le Drogo, ciclista
- Paul Ihuel, polític

## Galeria d'imatges

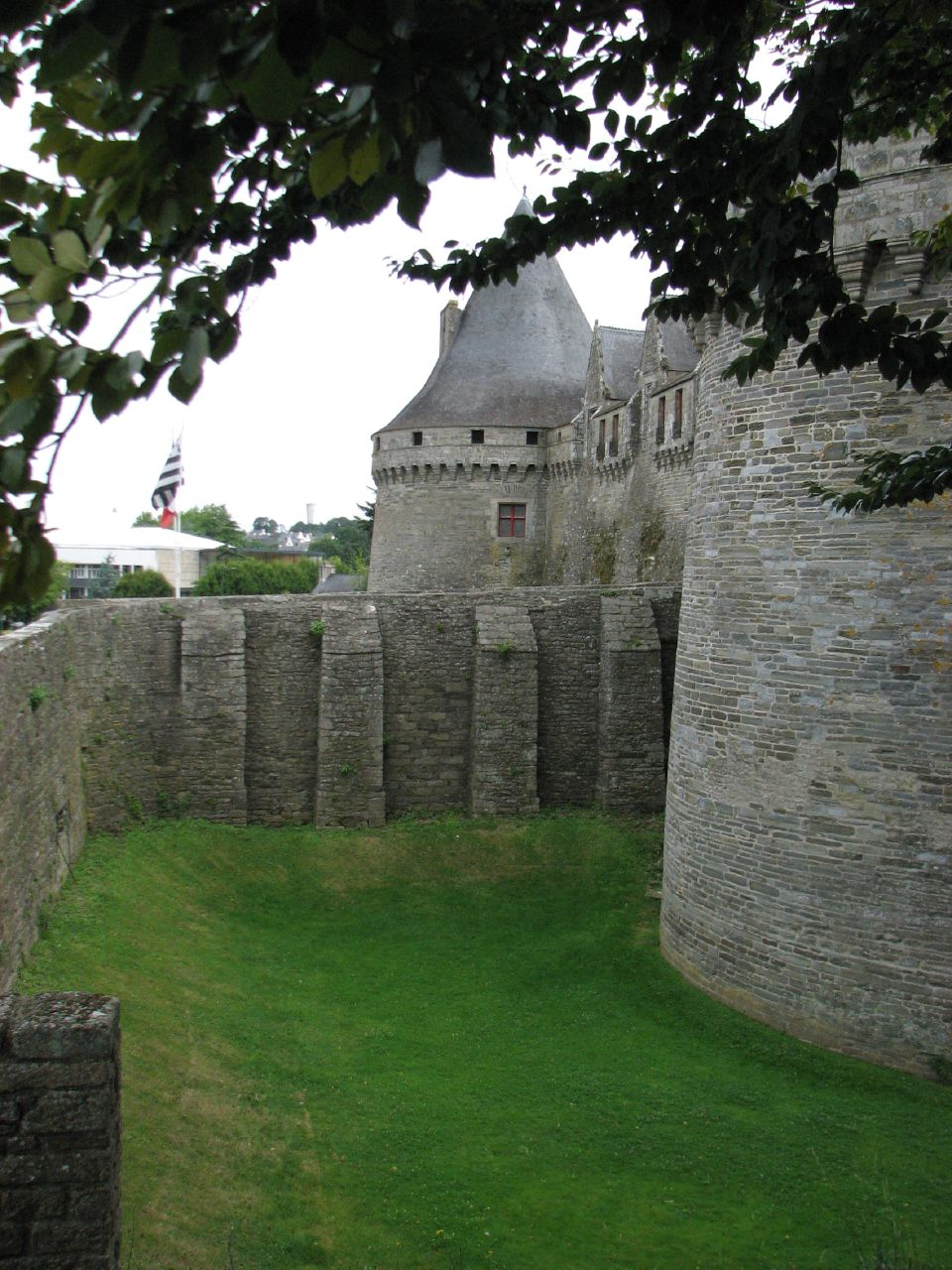
Fossat del castell
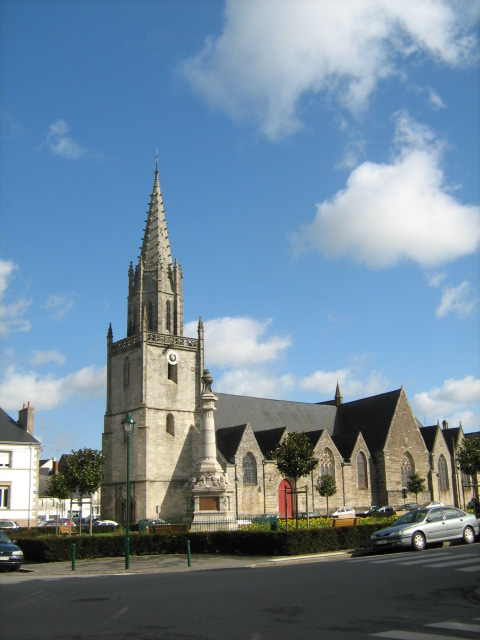
Basílica Notre-Dame-de-Joie
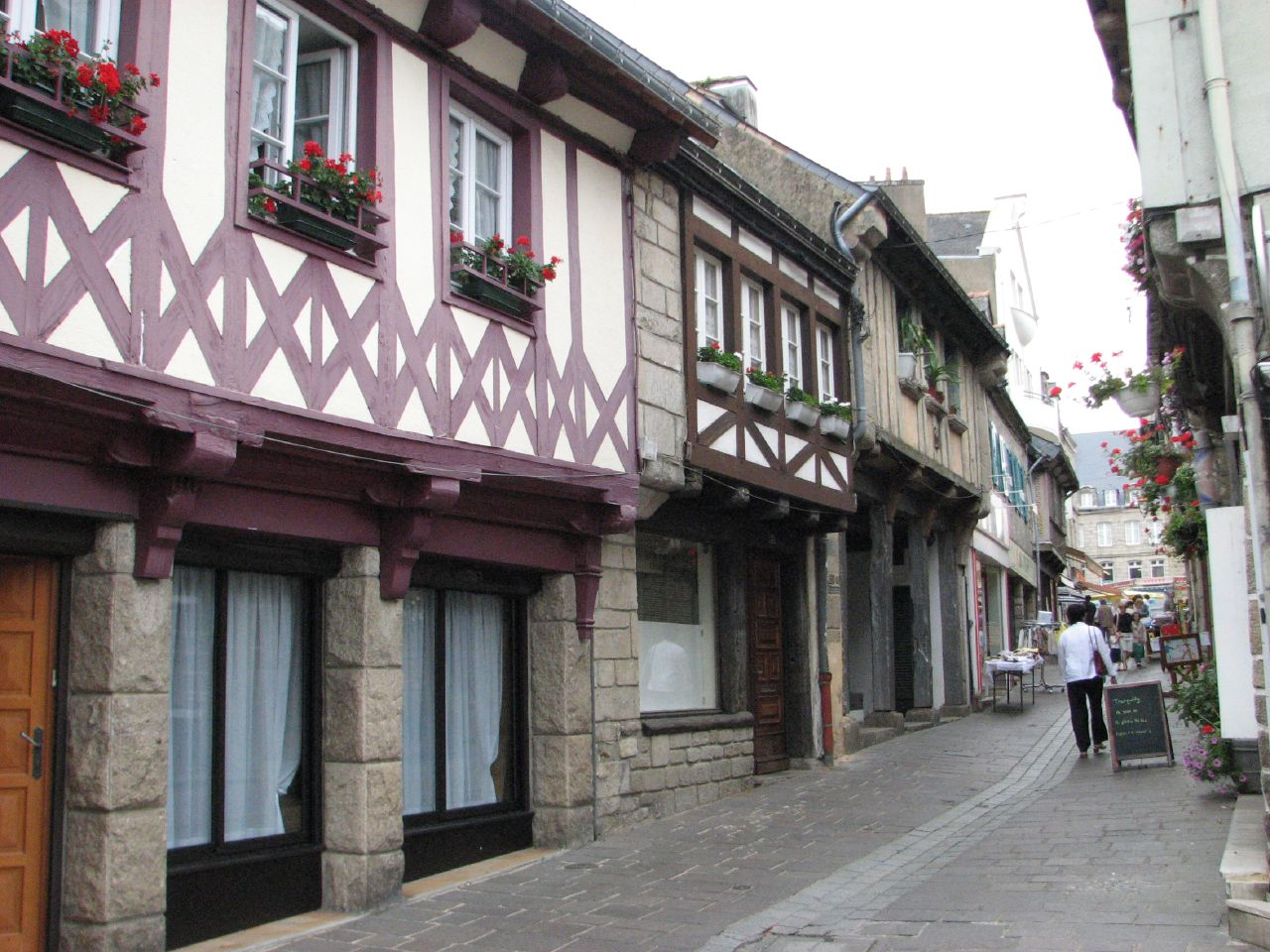
Cases de fusta

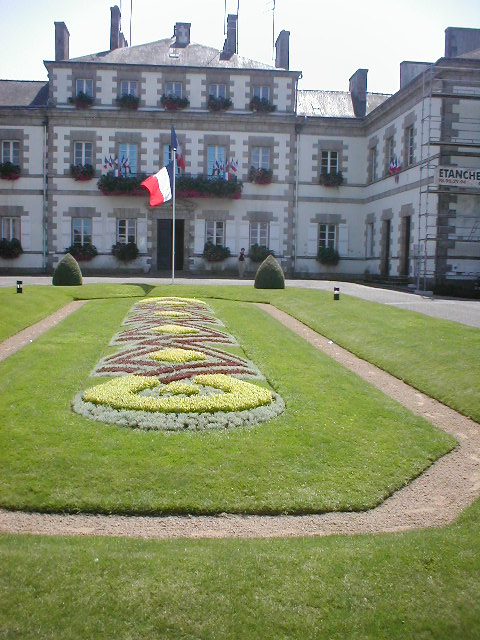
Ajuntament
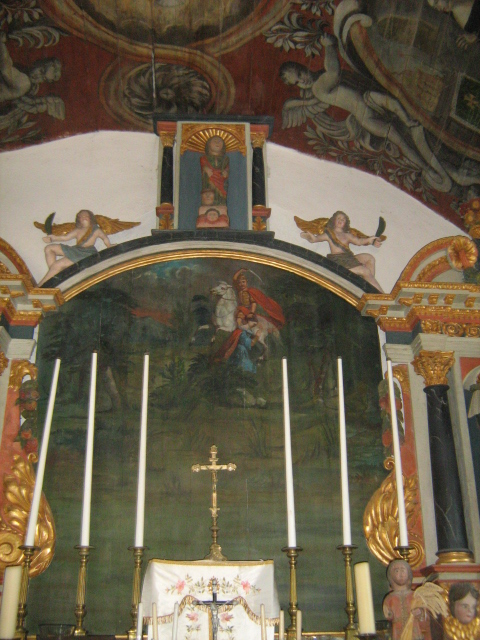
Interior de la capella Sainte-Tréphine
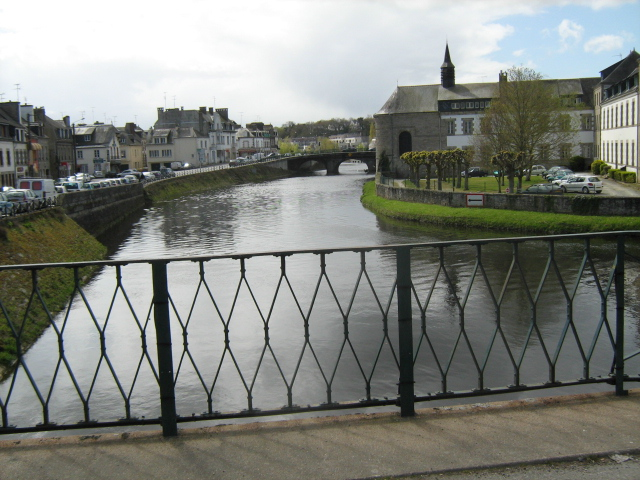
L'hospital als marges del Blavet